# IC 4149
IC 4149 — галактика типу SB? (компактна витягнута галактика) у сузір'ї Волосся Вероніки.
Цей об'єкт міститься в оригінальній редакції індексного каталогу.